# Gary Cole
Gary Michael Cole (ur. 20 września 1956 w Park Ridge, Illinois) – amerykański aktor. Znany z wielu ról w serialach telewizyjnych takich jak Ekipa, Prezydencki poker, Gotowe na wszystko, Kim Kolwiek czy filmach: Życie biurowe, Całując niebo, Zabawy z piłką, Ja, szpieg, Boski chillout.

## Życiorys
Urodził się i wychowywał w Park Ridge w stanie Illinois. Uczęszczał do Rolling Meadows High School, w której po raz pierwszy wystąpił jako Snoopy w szkolnym przedstawieniu "You're a Good Man, Charlie Brown". Następnie studiował w Illinois State University, gdzie specjalizował się wraz z Laurie Metcalf i Johnem Malkovichem.
Swoją pracę aktorską zaczął w Chicago, gdzie dołączył do obsady teatru Steppenwolf Theatre Company w 1985 roku. Pojawił się również w kilku przedstawieniach Off-Broadway w Nowym Jorku. Oprócz występów w filmach i serialach telewizyjnych, podkładał głosy w znanych animowanych serialach telewizyjnych m.in. Family Guy, Kim Kolwiek czy Harvey Birdman, Attorney at Law. Zagrał także kapitana Matthew Gideona w spin-offie serialu Babilon 5 – Krucjata. Pojawił się w filmie Disney Channel Kadet Kelly, w którym wcielił się w postać Joe Maxwella. W 1999 roku zagrał w filmie komediowym Życie biurowe.
W serialu Gotowe na wszystko zagrał Wayne’a Davisa – byłego męża Katherine Mayfair (w tej roli Dana Delany). W 2008 roku wystąpił w serialu Chuck i Ekipie. W 2012 wcielił się w rolę pułkownika Russella Williamsa w filmie Oficer i morderca.

## Życie prywatne
8 marca 1992 roku ożenił się z aktorką Teddi Siddall. Ma jedno dziecko, córkę Mary, która cierpi na autyzm. Aktor pomaga osobom chorym na autyzm poprzez organizacje charytatywne.